# Cerro Ballena
Cerro Ballena es un yacimiento paleontológico con una inusual concentración de restos de cetáceos, ubicado en el desierto de Atacama (Chile), junto a la Carretera Panamericana a pocos kilómetros al norte del puerto de Caldera. El yacimiento está datado entre 9,03 y 6,45 millones de años, del Tortoniano al Mesiniano (edades finales de la época Mioceno) y destaca por los más de 40 ejemplares fósiles recuperados de cetáceos muy bien conservados y en conexión anatómica. También se han hallado fósiles de pinnípedos, peces vela, perezosos acuáticos e  invertebrados marinos, así como trazas fósiles.
El sitio fue descubierto en 1965, y su excavación sistemática la realizó en el periodo 2010-2012 un equipo internacional multidisciplinar, compuesto por científicos de Chile, Argentina, Brasil, Estados Unidos y Costa Rica. Está protegido por la ley desde 2012.

## Geología
El yacimiento se ubica en un afloramiento de nueve metros de espesor de areniscas de grano fino a muy fino correspondientes a la Formación Bahía Inglesa. La sedimentación se produjo en un medio marino durante un episodio transgresivo y de subsidencia tectónica de esta parte de la costa.

## Sistemática

### Pistas fósiles
- Diferentes icnogéneros: Ophiomorpha, Thalassinoides y Psilonichnus.

### Peces
- Condrictios: dos ejemplares de Carcharodon hastalis
- Osteíctios: un Istiophoridae indet. y un Xiphiidae indet.

### Mamíferos
- Misticetos: 31 ejemplares de Balaenopteridae indet.
- Odontocetos: un Delphinoidea indet., un Physeteroidea indet. y un Odobenocetops sp.
- Focas: dos ejemplares de Acrophoca sp. y un ejemplar correspondiente a un género nuevo.
- Perezosos marinos: un ejemplar de Thalassocnus natans.

Además de esqueletos de 11 grandes cetáceos sin determinar.
En otros afloramientos de la Formación Bahía Inglesa se han descrito fósiles del pingüino Pygoscelis grandis.

## Biocronología
La datación de los fósiles se ha establecido por correlación con yacimientos peruanos de El Jahuay y el Horizonte Montemar, ambos en la cuenca de Sacaco (Arequipa), con fósiles similares de Thalassocnus natans y Carcharodon hastalis. La datación de Cerro Ballena se situaría en un momento intermedio a la edad de ambos yacimientos, entre 9,03 Ma (Tortoniano) y 6,45 Ma (Mesiniano).

## Tafonomía
Las acumulaciones de cetáceos parecen ser debidas a eventos de muerte masiva, aunque en diferentes momentos —los restos se encuentran en cuatro niveles estratigráficos distintos—, pero debido probablemente a las mismas causas. Se supone que cada episodio de mortandaz en masa fue provocado por toxinas secretadas por algas. Este tipo de intoxicación suele ser la mayor causa de mortandad en masa de mamíferos marinos, pues afectan simultáneamente a múltiples especies en amplias áreas geográficas.

## Historia
La presencia de restos de ballenas en este lugar se conoce desde 1965, a raíz de los trabajos de construcción de la ruta 5. Los hallazgos nunca fueron difundidos y el nombre de Cerro Ballena, como se le llamó entonces por los habitantes de Caldera, se eclipsó.
En 2010, como consecuencia de la ampliación de la carretera, Mario Suárez Palacios, paleontólogo curador del Museo Paleontológico de Caldera, junto al director del Museo Regional de Atacama, llamaron la atención de las autoridades y se iniciaron, ya bajo la dirección del Consejo de Monumentos Nacionales, los trabajos de recuperación de los primeros indicios fósiles. En breve vieron que la cantidad de restos que aparecían superaba con creces las expectativas y que el tiempo necesario para llevar a buen fin los trabajos interferiría con las obras de la carretera. Por ello, se contó con la colaboración del Museo Nacional de Historia Natural de Chile, la Universidad de Chile y el equipo del estadounidense Nicholas Pyenson del Instituto Smithsoniano, especialista en cetáceos y otros mamíferos marinos.
Los trabajos se desarrollaron entre 2010 y 2012, descubriendo más de 40 esqueletos completos o parciales, que han supuesto el mayor yacimiento de fósiles de vertebrados de Chile y la declaración del sitio como Bien Nacional. Está proyectándose trasladar el Museo Paleontológico de Caldera a esta ubicación para preservar el yacimiento con los fósiles in situ y desarrollar un parque temático.